# 익산어양초등학교
익산어양초등학교는 대한민국 전북특별자치도 익산시에 있는 공립 초등학교이다.

## 학교 연혁
- 2000. 12. 29 전라북도 도립학교 설립인가
- 2001. 09. 01 익산어양초등학교 14학급 개교
- 2001. 09. 01 제1대 김재록 교장 부임
- 2003. 03. 01 제2대 주완성 교장 부임
- 2006. 03. 01 제3대 권근숙 교장 부임
- 2007. 03. 01 제4대 안수진 교장 부임
- 2010. 09. 01 제5대 곽규현 교장 부임
- 2014. 03. 01 제6대 정만일 교장 부임
- 2015. 02. 13 제14회 181명 졸업(총인원 993명)
- 2015. 03. 01 35학급 편성(남 492명, 여 443명, 계 935명)
- 2017. 03. 01 제7대 박헌구 교장 부임
- 2018 MBC 꿈나무 키즈리그 축구대회 8강 (*아마추어팀 최초 참가 및 최고성적)
- 2022. 03. 22 제8대 양민자 교장 부임

## 참고 자료
- 익산어양초등학교 - 한국교육학술정보원 학교알리미